# Geeloogblada
De geeloogblada (Bleda ugandae) is een zangvogel uit de familie Pycnonotidae (buulbuuls).  Zustergroep van de kleine groenstaartblada (Bleda notatus). 

## Verspreiding en leefgebied
Van noordelijk en centraal Congo-Kinshasa tot Oeganda.

## Status
De grootte van de populatie is niet gekwantificeerd maar de soort wordt omschreven als algemeen. Op de Rode lijst van de IUCN heeft deze soort de status niet bedreigd.